# Löderburg
Löderburg is een buurtschap van Staßfurt in het Salzlandkreis, in de Magdeburger Börde, in het midden Saksen-Anhalt, met een bevolking van ongeveer 3500. Löderburg ligt 34 kilometer ten zuiden van Maagdenburg en 58 kilometer ten noorden van Halle (Saale).
Hoewel de streek voor het eerst genoemd werd in 1170, is Löderburg nooit groot geweest. In 1600 ontstond er een gemeente door het samengaan van de plaatsen Löderburg en Athensleben. Löderburg werd bekend door de grote zout- en kolenmijnen in de regio. Vandaag de dag is Löderburg is een van de grootste wijken van de stad Staßfurt, met een oppervlakte van 19,84 vierkante kilometer.
De plaats is gelegen aan de Bode en heeft twee bruggen over deze rivier. Vlak bij Löderburg ligt het toeristische centrum "Am Löderburger See".

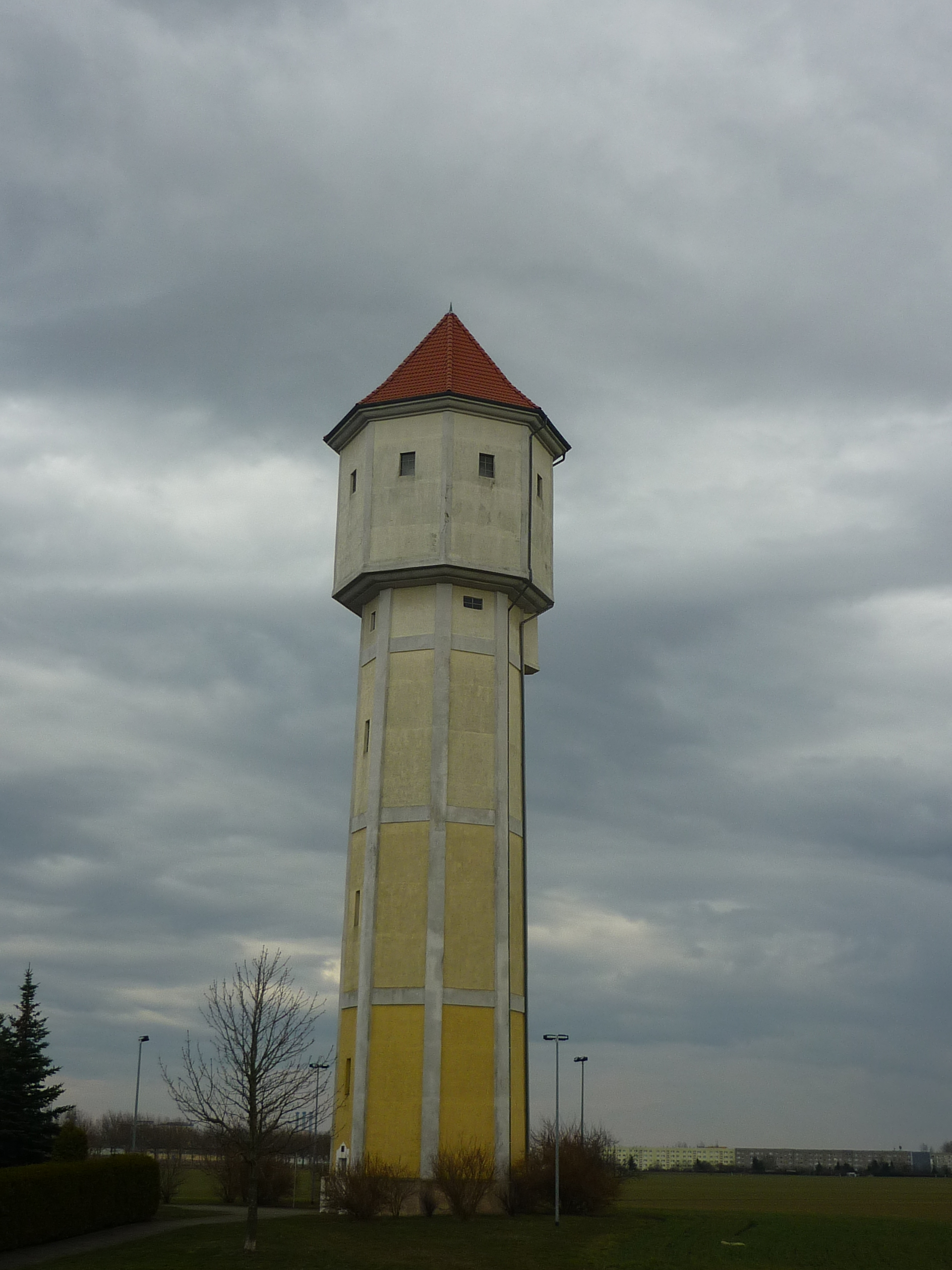
De watertoren in Löderburg